# Hřib šedorůžový
Hřib šedorůžový (Butyriboletus roseogriseus (J. Šutara, M. Graca, M. Kolařík, V. Janda et M. Kříž) Vizzini et Gelardi 2014) je velmi vzácná houba z čeledi hřibovitých. Popsána byla v roce 2014 českými mykology na základě nálezů z let 1998 až 2013 na území České republiky.

## Synonyma
- Boletus roseogriseus J. Šutara, M. Graca, M. Kolařík, V. Janda et M. Kříž 2014[3]
- Butyriboletus roseogriseus (J. Šutara, M. Graca, M. Kolařík, V. Janda et M. Kříž) Vizzini et Gelardi 2014[1]

## Taxonomie
V roce 1963 publikoval Evžen Wichanský nález podobného hřibu, který pocházel z úpatí Kriváně ve Vysokých Tatrách. Wichanský jej považoval za hřib růžovník (Boletus fuscoroseus), oproti němuž se ale lišil v některých znacích a ekologií. Později byl tento nález ztotožňován s hřibem horským (Boletus subappendiculatus), ale i ten se v některých znacích lišil. Na rozdíly poukazoval např. Jiří Hlaváček a stanovil pro něj nový název hřib Wichanského (Boletus wichanskyi). Tento druh vykazuje některé znaky jako hřib šedorůžový (Boletus roseogriseus), ale v dalších (šířka spór, barevná reakce dužniny) se liší, takže tyto druhy nebylo možné ztotožnit.
Krátce po publikaci oficiálního popisu došlo k přeřazení druhu do nově vzniklého rodu Butyriboletus, do nějž byly přeřazeny četné druhy původně řazené do sekce Appendiculati rodu Boletus.

## Vzhled

### Makroskopický
Klobouk 70–120 (155) milimetrů široký, zprvu polokulovitý, později vypuklý až ploskovypuklý, nakonec poduškovitý. Povrch může být nerovný, okraje v mládí nepravidelně zvlněné. Pokožka matná, plstnatá, méně často sametová, v mládí často ojíněná, u starších plodnic může být až vločkovitě zrnitá. Zbarvení povrchu klobouku je poměrně variabilní, mění se v závislosti na věku plodnic a počasí. Obvykle se objevují odstíny světle až středně růžové (vzácně až místy červenavě růžové), šedorůžové, šedé (někdy na vrcholu s šedoolivovým nádechem), šedohnědé, okrové, světle hnědé, středně hnědé až sytě hnědé. Růžové tóny přítomné na mladých plodnicích se s věkem vytrácejí, takže převládají šedé, okrové a hnědé odstíny. Růžové a červené zabarvení ale většinou zůstává přítomné alespoň na okrajových částech klobouku. Vrstva pod pokožkou je zprvu růžová nebo začervenalá, později přechází do hnědé – tyto barvy jsou patrné i na odřených místech. Místa po okusu se barví pomalu do červenooranžové, sytě červené nebo temně vínovočervené, nakonec hnědnou.
Rourky až 20 milimetrů dlouhé, kolem třeně částečně stlačené, u dospělých plodnic někdy zoubkem odsedlé. Zbarvené jsou dlouho živě žlutě, ve stáří se objevuje olivový nádech. Póry živě až zlatě žluté, zprvu uzavřené, drobné, kulaté, maximálně 0,8 (1) mm velké. Rourky i póry při poškozené modrozelenají.
Třeň dosahuje 90 × 50 milimetrů, na povrchu je žlutý, někdy světle žlutý ve spodní části. Tvar má více či méně kyjovitý, občas téměř vřetenovitý, zakončený je tupě nebo se zužuje, někdy nese 10 (až 15) milimetrů dlouhý přívěsek. Nadzemní část kryje žlutá dobře vyvinutá síťka. Povrch po poškození modrá. Okusy se nejprve barví modře, poté někdy červeně až vínově červeně, nakonec rezavohnědě. Bazální mycelium je převážně bílé nebo bělavé, někdy šedavé, šedoolivové, případně místy rezavé.
Dužnina v klobouku, vrchní části třeně a pod povrchem třeně je žlutá až světle žlutá, ve střední části třeně bělavá a ve spodní části třeně hnědavá. Chutná mírně, voní houbově, příjemně.

### Mikroskopický
Výtrusy dosahují (11) 12 – 14,5 (16,7) × (4,8) 5,2 – 6,5 (7,5) μm, jsou hladké, elipsoidně vřetenovité, patrná je suprahilární deprese z bočního pohledu. Q = (1,95) 2,20 – 2,42 (2,57), Qm = 2,31. V Melzerově činidle mají žlutavé až hnědavé zbarvení.

## Výskyt
Vzácný druh mykorhizně vázaný pravděpodobně na jedle. Roste v jedlových lesích, případně v jehličnatých lesích s jedlemi. Vyrůstá z hrabanky – směsi spadaného jehličí a větviček. Plodnice se objevují jednotlivě nebo v malých skupinkách od července do října, nejvíce v srpnu. Dosavadní nálezy pocházejí z nadmořské výšky 575–610 metrů z podloží tvořeného jílovci a pískovci.

## Rozšíření
V době vydání popisu byl známý pouze z České republiky, kde roste v oblasti CHKO Beskydy.

## Záměna
- hřib růžovník (Butyriboletus fuscoroseus) – odlišná ekologie (v nížinách pod duby), často růžový pásek na třeni
- hřib hnědorůžový (Butyriboletus brunneus syn. Boletus speciosus var. brunneus) – neroste v Evropě, ale v Severní Americe
- hřib horský (Butyriboletus subappendiculatus) – klobouk bez růžových odstínů, téměř nemodrá
- hřib královský (Butyriboletus regius) – odlišná ekologie (v nížinách pod duby), téměř nemodrá
- hřib Fechtnerův (Butyriboletus fechtneri) – obvykle bez růžových tónů v klobouku, spíše v nížinách pod duby

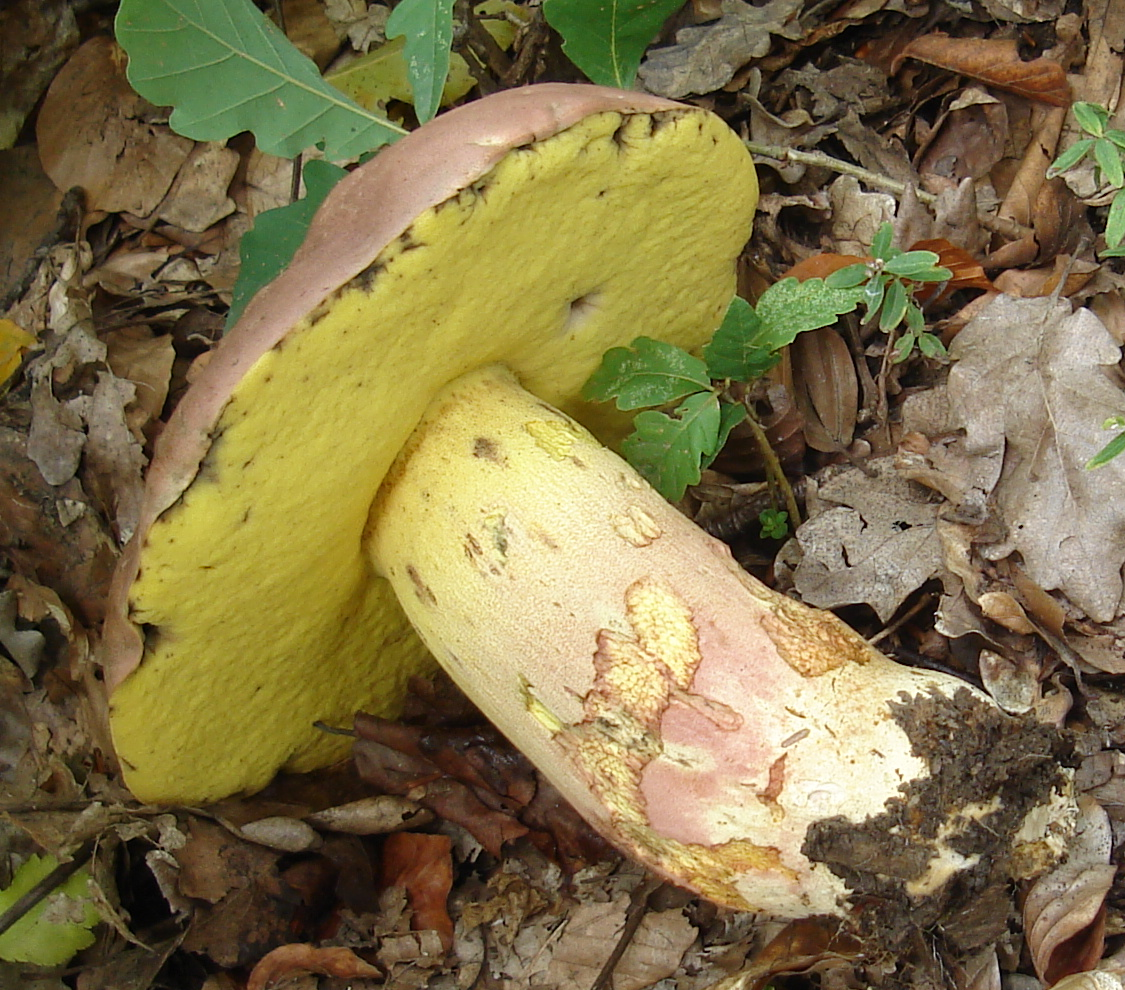
Hřib růžovník
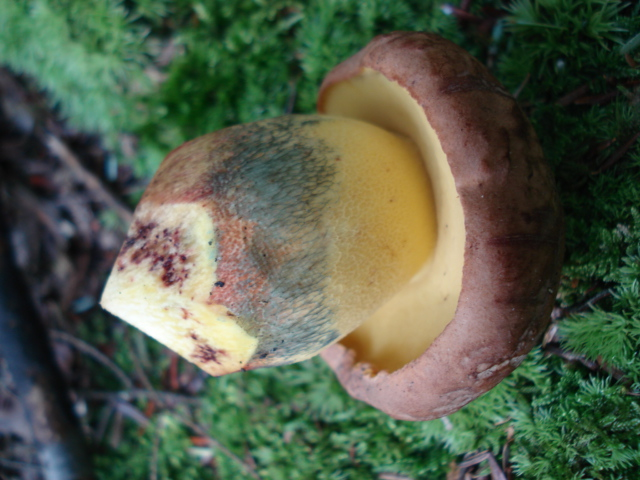
Hřib hnědorůžový
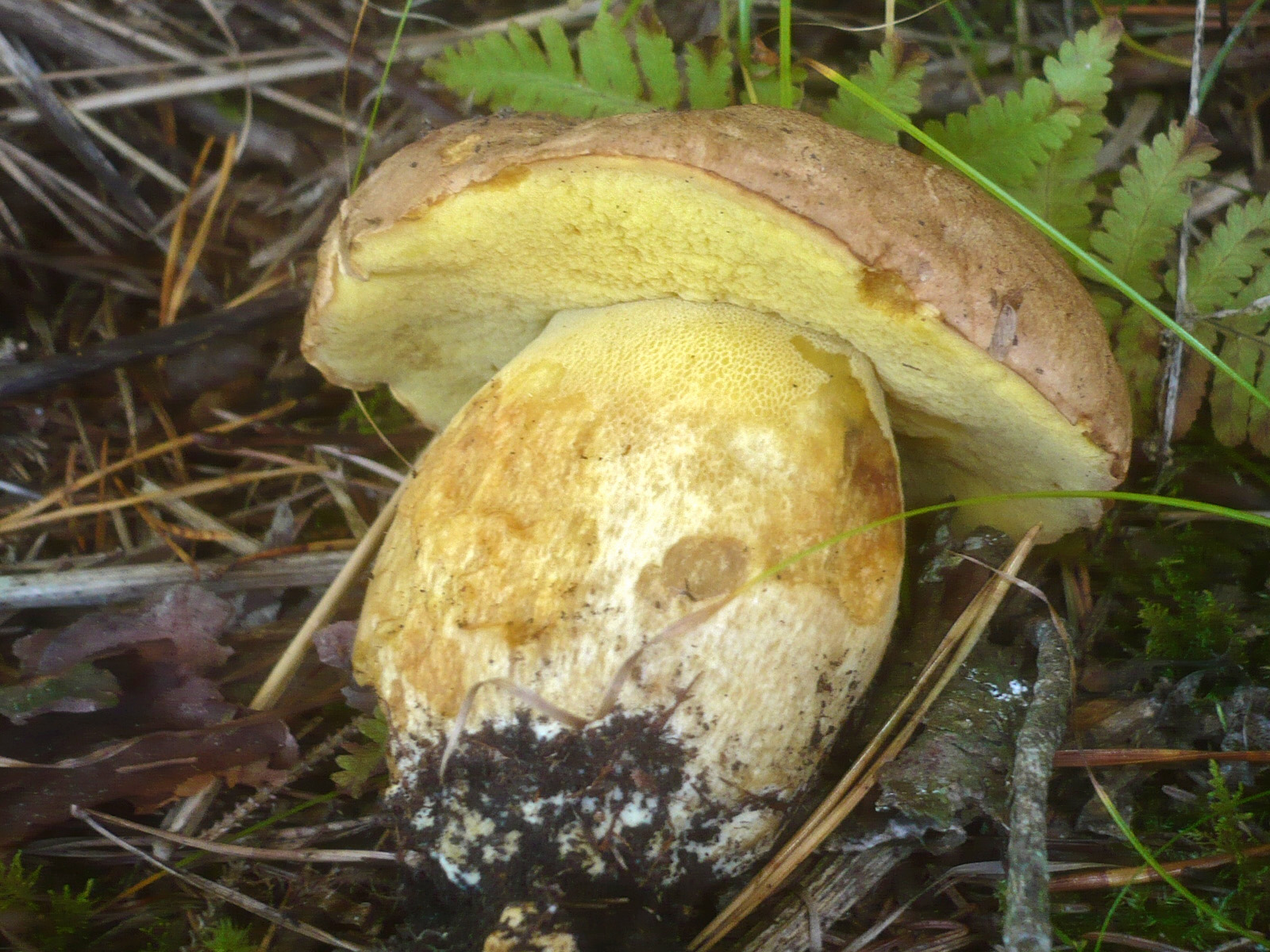
Hřib horský
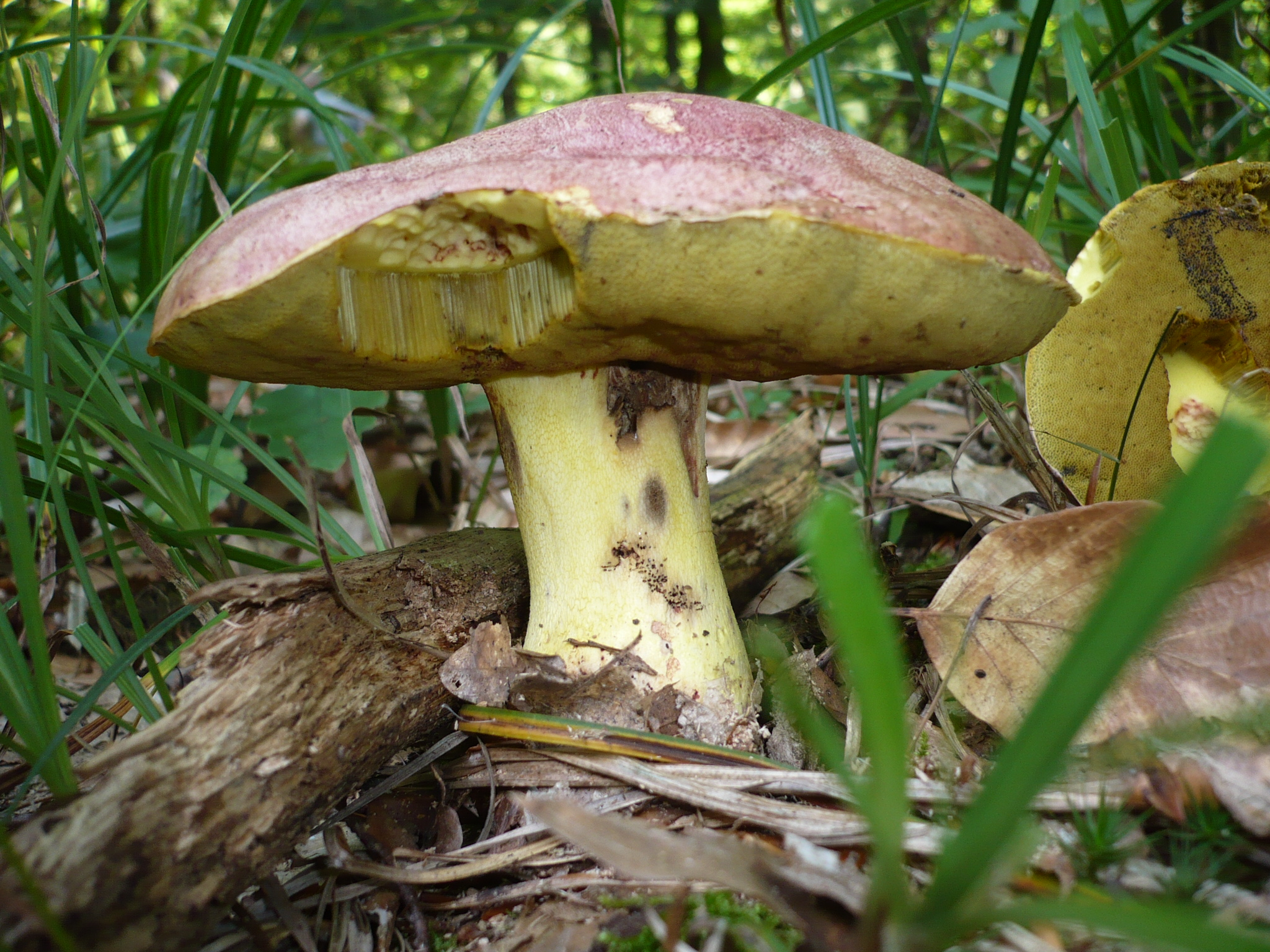
hřib královský
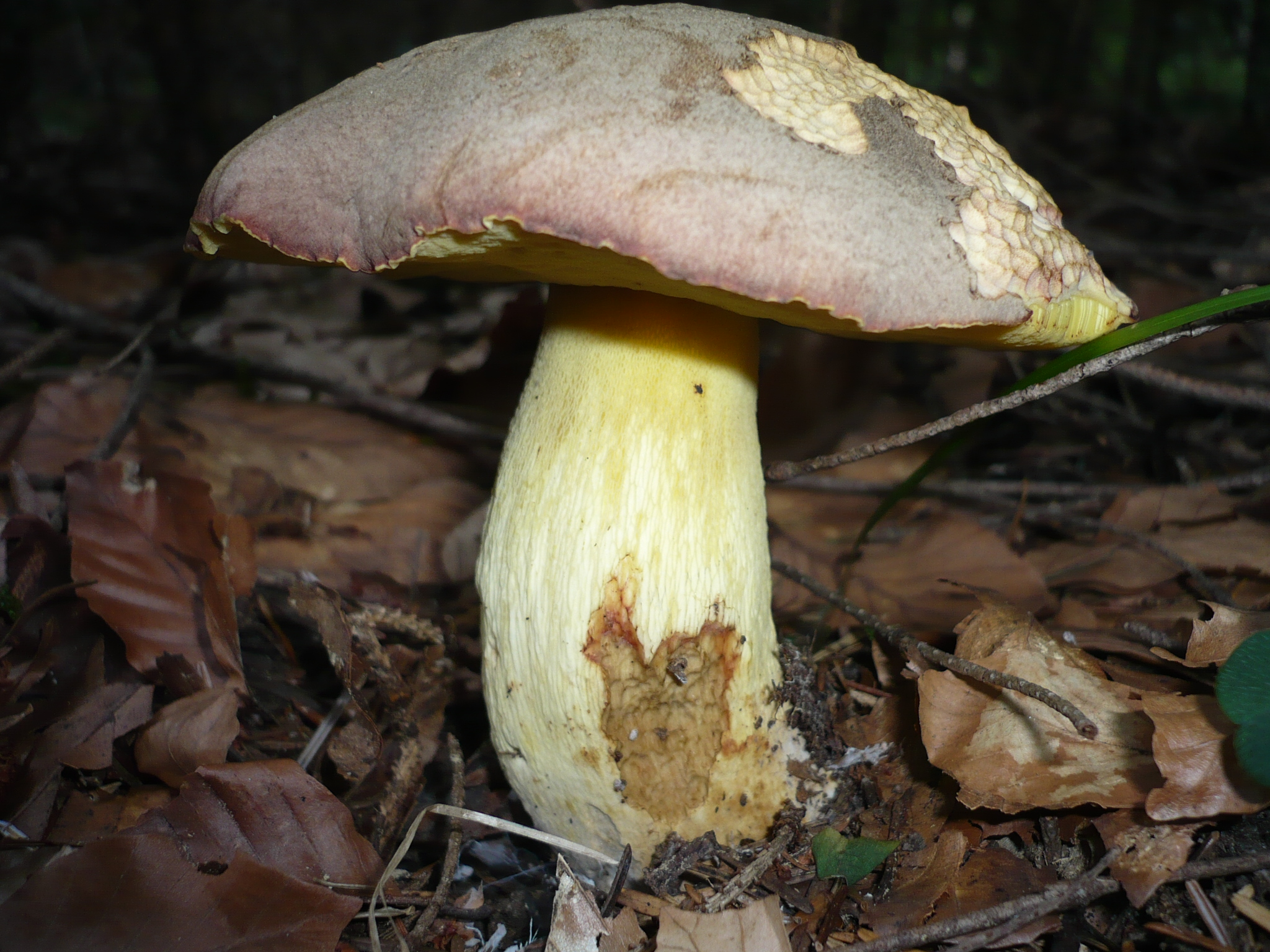
Hřib Fechtnerův